# Zankovići
Zankovići (en serbe cyrillique : Занковићи) est un village du sud du Monténégro, dans la municipalité de Bar.

## Démographie

### Évolution historique de la population
| 1948 | 1953 | 1961 | 1971 | 1981 | 1991 | 2003 |
| ---- | ---- | ---- | ---- | ---- | ---- | ---- |
| 48   | 67   | 71   | 134  | 131  | 185  | 249  |